# Niloofar Ardalan
Niloofar Ardalan (nascuda el 29 de maig de 1985), també coneguda com Niloofar Ardallani, és una entrenadora i exjugadora iranià de futbol i futbol sala que va jugar a la selecció femenina iraniana de futbol sala i a la selecció femenina iraniana de futbol sala i va ser capitana dels dos equips. Va jugar a l'equip del Rah Ahan Football Club, així com als equips dels clubs de futbol sala de Tejarat Khane Bandar Abbas, Persepolis i la Universitat Islàmica Azad de Teheran.
Ardalan es va perdre el campionat femení de futbol sala de l'AFC 2015 a causa de l'oposició del seu marit als viatges. Això es va convertir en un tema controvertit pels mitjans. Amb nombrosos seguiments i finalment va demanar un permís per part del fiscal general iranià, Ardalan va aconseguir viatjar amb l'equip nacional al Campionat del món femení de futbol sala 2015 a Guatemala.
Durant el seu temps de joc a la Premier League femenina de futbol sala iraniana, Ardalan va guanyar cinc campionats. El 2017, Ardalan es va retirar com a jugadora i va entrar oficialment al camp de l'entrenador.

## Vida personal
És filla d'Esmail Ardalan, l'antic porter de l'Ekbatan Football Club (Teheran). Va néixer a Teheran i viu a aquesta ciutat i té una germana. El seu marit, Mehdi Toutounchi, va ser l'amfitrió d'un programa d'entreteniment esportiu (Lezatefootball (El plaer del futbol)) a l'IRIB Varzesh (canal nacional de televisió esportiva). Després que el seu marit li va prohibir sortir del país per assistir a la Copa asiàtica de futbol sala femení de l'AFC 2015 a Malàisia, Ardalan va sol·licitar el divorci i finalment es va concedir el divorci. Ardalan va acudir als jutjats, i el jutge li va permetre anar al Torneig Mundial, celebrat a Guatemala. El 2015, va ser inclosa com una de les 100 dones de la BBC.[7] Ardalan té un fill anomenat Radan.

## Jubilació
Després que Ardalan no pogués acompanyar la selecció femenina iraniana de futbol sala a la Copa d'Àsia 2015 a Malàisia a causa de l'oposició del seu marit al seu viatge, va deixar de jugar i va començar una carrera d'entrenadora. Aleshores, la ingerència de diferents òrgans en el tema i el suport a ella i la solució del problema d'Ardalan per al viatge al Campionat del Món de Futbol Sala de Guatemala l'any 2017, la van persuadir de deixar temporalment la decisió d'acomiadar-se; no obstant això, a finals del 2017, va passar a la baixa després de la seva decisió d'abandonar el món del futbol i el futbol sala com a jugadora i va començar la seva carrera en l'àmbit de l'entrenador.

## Activitats mediàtiques
Fora del futbol, Ardalan també va realitzar algunes activitats en l'àmbit dels mitjans de comunicació. Va assistir com a experta i àrbitre al primer episodi de Ms. Reporter Show, que va ser allotjat pel lloc web de Tamasha i recolzat pel lloc web Varzesh3. A més, va experimentar una presència a curt termini com a presentadora a l'IRIB TV2 i al programa de televisió Varzesh Az Negah 2 per fer algunes activitats també a l'espai mediàtic.